# ماداراش
ماداراش (به مجاری:  Madaras) یک منطقهٔ مسکونی در مجارستان است که در ناحیه باچ‌آلماش واقع شده‌است. ماداراش ۴۹٫۳ کیلومتر مربع مساحت و ۳٬۲۸۳ نفر جمعیت دارد.